# 拉克西卡·坎拉哈
拉克西卡·坎拉哈（1997年12月17日—），泰國女子羽毛球運動員。2015年9月3日，世界青少年排名位居女单第102。

## 簡歷
2022年5月，拉克西卡·坎拉哈入选優霸盃的双打主力，最终协助泰国国家羽毛球队夺得团体季军，也是她个人首次赢得国际三大杯赛事的奖牌。

## 主要比賽成績
只列出曾進入準決賽的國際賽事成績：
| 年份   | 賽事                     | 公開賽級別 | 項目     | 拍檔          | 成績   |
| ------ | ------------------------ | ---------- | -------- | ------------- | ------ |
| 2022年 | 優霸盃                   | 其他       | 女子團體 | －            | 季軍   |
| 2022年 | 東南亞運動會羽毛球比賽   | 其他       | 女子團體 | －            | 金牌   |
| 2022年 | 孟加拉羽毛球國際挑戰賽   | 國際挑戰賽 | 女子雙打 | 帕泰玛斯·门翁 | 冠軍   |
| 2023年 | 亞洲羽毛球混合團体錦標賽 | 其他       | 混合團体 | －            | 季軍   |
| 2023年 | 東南亞運動會羽毛球比賽   | 其他       | 女子團體 | －            | 金牌   |
| 2023年 | 馬爾代夫羽毛球國際挑戰賽 | 國際挑戰賽 | 女子雙打 | 帕泰玛斯·门翁 | 冠軍   |
| 2023年 | 印尼泗水羽毛球國際挑戰賽 | 國際挑戰賽 | 女子雙打 | 帕泰玛斯·门翁 | 冠軍   |
| 2023年 | 吉隆坡羽毛球大師賽       | 超級100賽  | 女子雙打 | 帕泰玛斯·门翁 | 冠軍   |
| 2024年 | 亞洲羽毛球團體錦標賽     | 其他       | 女子團體 | －            | 亞軍   |
| 2024年 | 越南羽毛球國際挑戰賽     | 國際挑戰賽 | 女子雙打 | 帕泰玛斯·门翁 | 冠軍   |
| 2024年 | 中國瑞昌羽毛球大師賽     | 超級100賽  | 女子雙打 | 帕泰玛斯·门翁 | 冠軍   |
| 2024年 | 泰國羽毛球國際挑戰賽     | 國際挑戰賽 | 女子雙打 | 帕泰玛斯·门翁 | 冠軍   |
| 2024年 | 丹麥羽毛球國際挑戰賽     | 國際挑戰賽 | 女子雙打 | 帕泰玛斯·门翁 | 冠軍   |
| 2024年 | 美國羽毛球公開賽         | 超級300賽  | 女子雙打 | 帕泰玛斯·门翁 | 亞軍   |
| 2024年 | 加拿大羽毛球公開賽       | 超級500賽  | 女子雙打 | 帕泰玛斯·门翁 | 準決賽 |
| 2024年 | 台北羽球公開賽           | 超級300賽  | 女子單打 | 帕泰玛斯·门翁 | 準決賽 |
| 2025年 | 泰國羽毛球大師賽         | 超級300賽  | 女子雙打 | 帕泰瑪斯·門翁 | 亞軍   |
| 2025年 | 亞洲羽毛球混合團体錦標賽 | 其他       | 混合團体 | －            | 季軍   |

| 2018-2026年 | 總決賽 | 超級1000賽 | 超級750賽 | 超級500賽 | 超級300賽 | 超級100賽 | 國際挑戰賽 | 國際系列賽 | 未來系列賽 | 其他 |